# Юнгер, Фридрих Георг
Фри́дрих Георг Ю́нгер (нем. Friedrich Georg Jünger; 1 сентября 1898[…], Ганновер, Пруссия — 20 июля 1977[…], Иберлинген) — немецкий писатель, эссеист, младший брат Эрнста Юнгера.

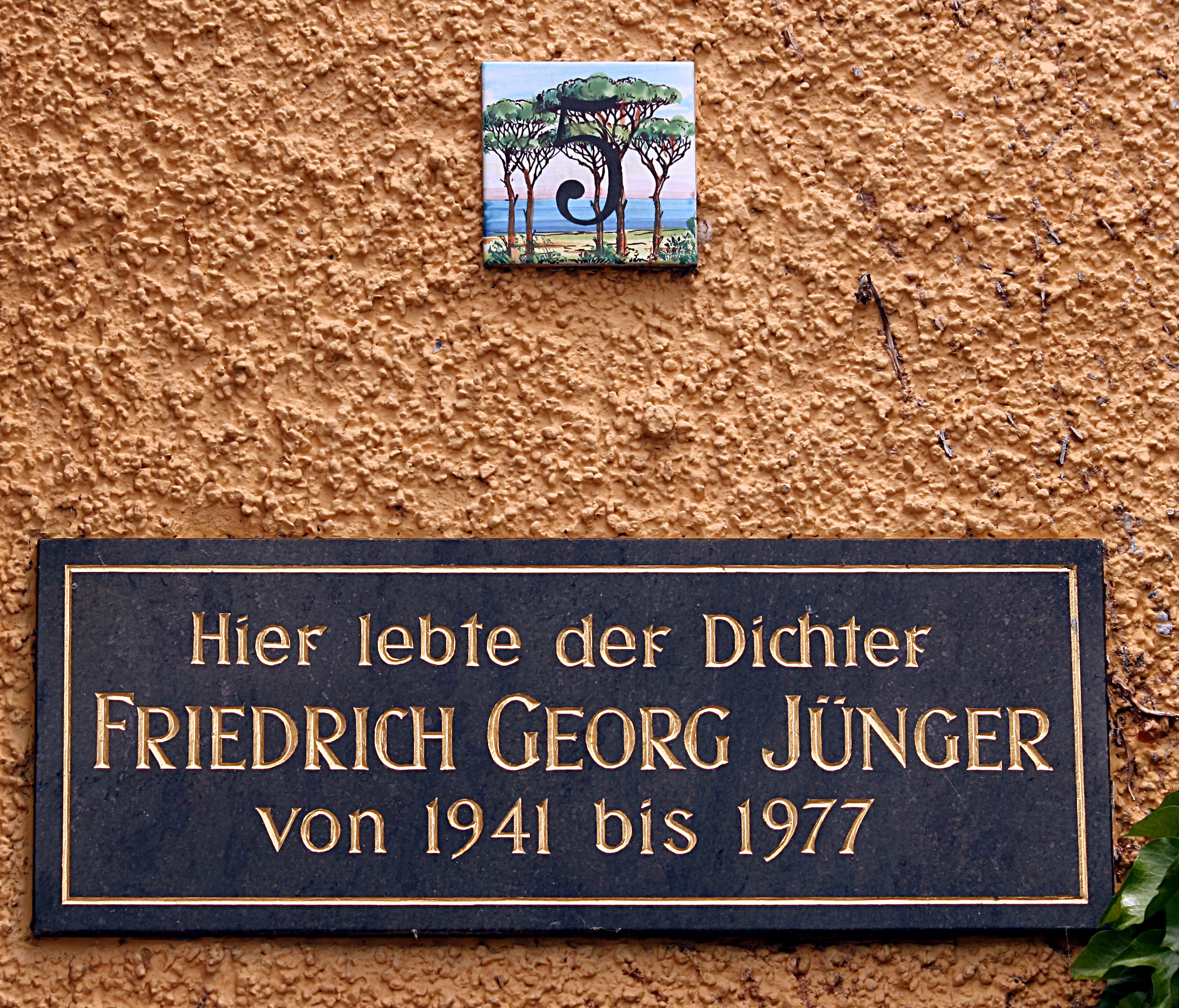
Памятная доске на доме в Иберлингене, где в 1941—1977 жил Фридрих Юнгер

## Биография и творчество
Младший брат Эрнста Юнгера, в 1916 г. он добровольно ушел на военную службу и был тяжело ранен в битве при Лангемарке. После Первой мировой войны он изучал право и камералистику в университетах Лейпцига и Галле-Виттенберга. После переезда в Берлин он и его брат стали сотрудничать с националистическим журналом Widerstand и окружавшими его людьми, такими как Фридрих Хильшер и Эрнст Никиш. В 1926 г. он опубликовал национально-революционный манифест "Der Aufmarsch des Nationalismus" (рус. Марш национализма), где в следующих выражениях восхвалял жизнеспособность предполагаемого революционного государства: "Пусть гибнут тысячи, а может быть, и миллионы людей; что значат эти реки крови в сравнении с государством, в которое стекается все беспокойство и тоска немецкого существа!".
Его позиция против национал-социализма четко выражена в стихотворении "Der Mohn" (рус. Мак), опубликованном в сборнике "Gedichte" (1934), за что он подвергался допросам в гестапо. В 1937 году, когда Никиш был арестован, его допросили еще раз. В том же году он покинул Берлин и поселился вместе с Эрнстом в Иберлингене, а через два года братья переехали в Кирххорст под Ганновером. Здесь он написал книгу "The Failure of Technology" (в рус. публикациях "Совершенство техники") - исследование механизации, содержащее рассуждения, которые впоследствии стали ассоциироваться с экологическим движением. После женитьбы он вернулся в Иберлинген и поселился в доме своих родителей. Там он писал о греческой мифологии и начал работать над переводом "Одиссеи", который в итоге был опубликован в 1981 году.
Среди послевоенных работ Юнгера - поэзия, романы, эссе и рассказы. Среди них монография "Ницше" (1949) и роман "Генрих Марш" (1979), в котором прослеживаются переживания его поколения. Важное влияние на его мышление и творчество оказали Жан Поль, Кристиан Дитрих Граббе, Георг Тракль, Давид Юм и Освальд Шпенглер. Среди других влияний - поэзия Древней Греции, исландские саги, поэзия Фридриха Гёльдерлина, Эдуарда Мёрике, Йозефа фон Эйхендорфа и Шарля Бодлера, его брата Эрнста, Мартина Хайдеггера, Пауля Йорка фон Вартенбурга и Рудольфа Касснера.

### Избранные работы на немецком
- Der Aufmarsch des Nationalismus (1926)
- Gedichte (1934) – poetry
- Der verkleidete Theseus (1934) – play
- Der Taurus (1937) – poetry
- Der Missouri (1940) – poetry
- Griechische Götter (1943) – essay
- Die Titanen (1944) – essay
- Die Perfektion der Technik (1946) – essay
  - English translation: The Failure of Technology: Perfection Without Purpose (1949)
  - Русский перевод: Совершенство техники. — СПб.: Фонд Университет; Владимир Даль, 2003.
- Nietzsche (1949) – essay
- Grüne Zweige (1951) – autobiography
- Iris im Wind (1952) – poetry
- Die Spiele (1953) – essay
- Der erste Gang (1954) – novel
- Ring der Jahre (1954) – poetry
- Erinnerung an die Eltern (1955) – autobiography
- Schwarzer Fluß und windweißer Wald (1955) – poetry
- Zwei Schwestern (1956) – novel
- Gedächtnis und Erinnerung (1957) – essay
- Sprache und Denken (1962) – essay
- Heinrich March (1979) – novel
- Homers Odyssee (1981) – translation

### Публикации на русском
- Ницше. — М.: Праксис, 2001. - 253 с.
- Совершенство техники. — СПб.: Фонд Университет; Владимир Даль, 2003.
- Восток и Запад. — СПб: Наука, 2004.
- Язык и мышление. — СПб: Наука, 2005. - 300 с.
- Греческие мифы. — СПб.: Фонд Университет; Владимир Даль, 2006.
- Игры. Ключ к их значению / Пер с нем. А. В. Перцева. - СПб.: Владимир Даль, 2012. - 335 с.
- Марш Национализма — Russian Revolver, 2022. - 76 с.

### На английском
- Richter, Anton H. A Thematic Approach to the Works of F.G. Jünger. — Bern : Peter Lang, 1982. — ISBN 978-3-261-04943-8.

### На немецком
- Fröschle, Ulrich. Die Kyklen der Kykliker. Über die Wiederkehr der 'Wiederkehr' bei F. G. Jünger // Erfahrung und System. Mystik und Esoterik in der Literatur der Moderne :  [нем.]. — Opladen : Westdeutscher Verlag, 1997. — P. 204–225. — ISBN 978-3-531-12882-5.